# Войцех Домагалич

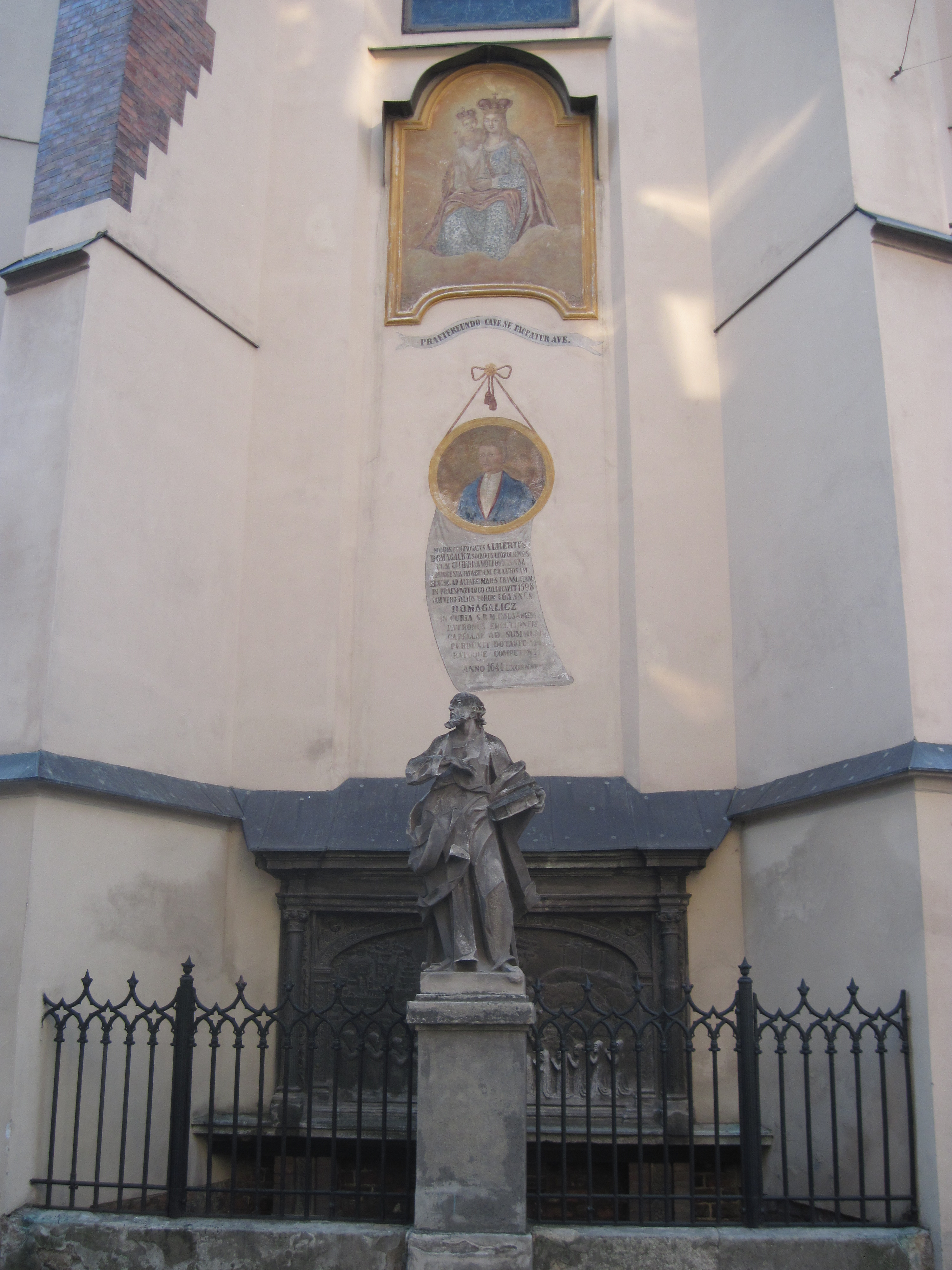
Каплиця Домагаличів, портрет Яна, сина Войцеха

Войцех Домагалич, або Альберт Домагалич (лат. Albertus Domagalicz); пом. 1612) — львівський міщанин, купець, лавник. Представник роду Домаґаличів. Одружився з Катажиною Вольфович — представницею заможного роду Вольфовичів. Тесть — львівський «геометра» Йозеф Вольфович. Мав велику торгівлю залізом, державив стави, експортував рибу. По смерті залишив товари: заліза вартістю близько 19 000 злотих, у «довіреностях» 6 500, багато срібних речей.
У львівських актах за 1612 рік був запис, за яким удова померлого Альберта Домагалича Катажина Шольц-Вольфовичівна розрахувалася за борг чоловіка «Ганусу-сницарю», якого ідентифікують із Пфістером. Владислав Лозинський припускав, що А. Домагалич мав виплатити якусь суму Пфістеру з державлення ставків у Бережанах, покриваючи тим самим борг Сенявських (дідичів Бережан) перед майстром.
Мав доньку Катажину, яка померла 1598 року. На пам'ять про неї його син Ян фундував каплицю Домагаличів. 